# ヒロ福地
ヒロ 福地（ひろ ふくち、1966年2月4日 - ）は、北海道を拠点に活動するローカルタレント、DJ、司会者。北海道江別市出身。本名は福地 之裕（ふくち ゆきひろ）。身長178cm、血液型O型。1歳年上の妻がいる。

## 人物
- 芸名の「ヒロ」は本名の一字である「裕」であり、通称で呼ばれていたことが由来。かつては本名や「ハロルド福地」名義で活動していた。
- 江別市立大麻中学校、北海道札幌啓成高等学校出身[3]。女優の古村比呂とは中高ともに同学年で同窓生[4]。歌手の佐木伸誘は高校で同学年。
- 北海道内の大学に進学しているが、大学名は未公表[2]。
- 大学3年の時に、HBCのラジオ番組「スーパーリクエストショー 〜赤城敏正 宵のくちワイド」のオーディションに合格し、アシスタントディレクターを経て1987年からパーソナリティを務めていた。ちなみに、HBCの就職試験では1次面接で不合格になった過去がある。大学卒業後は、ワーキングホリデーで1年間カナダに滞在[1]。
- 1993年のFM NORTH WAVE開局にあたって再びオーディションを受け、合格してディスクジョッキーとなる[1]。タック・ハーシーと共に開局時から名を連ねている最古参のディスクジョッキーの一人である。
- ラジオパーソナリティと並行して、「TVポテトジャーナル」(UHB)などローカルTV番組にも出演。2003年より2019年までは、「イチオシ!」(HTB)のメインパーソナリティを務める[1]。

## 現在の出演

### テレビ
- FFFFF（HTB）
- スーパーベースボール（HTB、ゲスト出演）

### ラジオ
- ステドラ! 〜STATION DRIVE SATURDAY〜（FM NORTH WAVE）

## 過去の出演

### テレビ
- TVポテトジャーナル→ポテト(UHB)
- SUPER SKI “SKICS!”(TVH)
- TV-north(HTBとノースウェーブの同時放送、1995年10月-)
- 美香子の“窓をあけて!”(UHB)
- ジキルとハイド(HTB)
- スポーツ北海道　YO! i-don(UHB)
- イチオシ!→イチオシ!!(HTB、2003年-2019年)
- HTB開局40周年記念「〜ありがとう40年〜全部たしたら10時間!ユメミル広場に大集合!!」(HTB、2008年8月29日・30日)
- どさんこワイド（STV、2023年1月11日）- 福さんぽ（狸小路商店街編）

### ラジオ
- FM NORTH WAVE
  - WEEKEND JUNGLE(1995年-)
  - Do THE Morning(1997年-)
  - RADIO POWER NORTH(1999年-)
  - BEAT SATURDAY
  - Morning Line(月曜担当)
  - Hiro's Friday Station Drive 7-20(2002年-)

- HBCラジオ
  - スーパーリクエストショー 〜赤城敏正 宵のくちワイド
  - 真夜中らじお組
    - 以上、「ハロルド福地」の名前で出演。

  - エキサイティングサタデーナイト
    - 本名の福地之裕で出演。

### CM
- アサヒビール「北の職人」(北海道地区限定)
- 保険のパブレ(北海道地区限定)